# Rolf Olsen
Rolf Olsen, född 13 februari 1818 i Bergen, död 7 juni 1864 i Trondheim, var en norsk jurist, politiker och författare. Han var son till Andreas Olsen. 
Olsen blev 1852 sakförare i Risør och 1863 sorenskriver i Gauldalen. Han var stortingsrepresentant för Risør 1854–64 och tillhörde åtskilliga år den av Johan Sverdrup ledda oppositionen. Olsen författade en mängd artiklar i dagspressen och ett par dramatiska arbeten, varav skådespelet Anna Kolbjørnsdatter (1853) uppfördes flera gånger.